# Jonathan Fumeaux
Jonathan Fumeaux, né le 7 mars 1988 à Sion, est un coureur cycliste suisse, professionnel entre 2013 et 2017.

## Biographie

### Jeunesse et carrière amateur
Jonathan Fumeaux commence le cyclisme à l'âge de treize ans, au Cyclophile Sédunois.
En 2008, il est membre de BMC-Seppey Teker Hottinger, réserve de l'équipe professionnelle BMC.
En 2009, lors de sa troisième et dernière année en catégorie espoirs, il décide de rejoindre le CC Étupes, club français, estimant que courir dans ce pays lui permettra de davantage progresser,. Durant cette année, il gagne le GP de Bohas, se montre régulier et à son avantage en montagne. En 2010, il gagne le Critérium du Printemps. Avec l'équipe de Suisse espoirs, il est troisième d'étape au Grand Prix du Portugal, septième d'étape au Tour de l'Avenir.
En 2011, il intègre l'équipe continentale Atlas Personal. En début d'année, il gagne une étape du Grand Prix Chantal Biya, au Cameroun. Il se classe troisième du Giro del Mendrisiotto, septième du Triptyque des Monts et Châteaux, neuvième du Grand Prix de Plumelec-Morbihan. En 2012, il gagne la dernière étape du Tour Alsace, au ballon d'Alsace.

### Carrière professionnelle
Jonathan Fumeaux devient coureur professionnel en 2013 au sein de la nouvelle équipe suisse IAM. Il fait ses débuts avec cette équipe lors du Tour du Qatar. Durant cette première année, il est notamment huitième du Grand Prix du canton d'Argovie, du Tour de Luxembourg, du Tour du Jura. En 2014, il dispute le Tour d'Espagne, son premier grand tour. En fin de saison, le contrat qui le lie à IAM est prolongé d'un an.
En juin 2016, il devient champion de Suisse sur route. Échappé en solitaire, il s'impose avec 44 secondes d'avance sur ses poursuivants. L'équipe IAM disparaît en fin de saison. Jonathan Fumeaux s'engage pour 2017 avec l'équipe continentale suisse Roth-Akros.
Il met un terme à sa carrière de coureur à l'issue de la saison 2017.

## Palmarès et résultats

### Palmarès par année
- 2004
  - 3e du championnat de Suisse de cyclo-cross débutants
- 2009
  - Prix de Bohas
- 2010
  - Critérium du Printemps
- 2011
  - Grand Prix de Lucerne
  - Sierre-Nax
  - 3e étape du Grand Prix Chantal Biya
  - 2e de Martigny-Mauvoisin
  - 3e du Giro del Mendrisiotto
- 2012
  - Martigny-Mauvoisin
  - 5e étape du Tour Alsace
  - 2e du Championnat de Zurich
- 2016
  -  Champion de Suisse sur route

### Résultats sur les grands tours

#### Tour d'Espagne
1 participation 
- 2014 : 142e

### Classements mondiaux
| Année           | 2010  | 2011 | 2012 | 2013 | 2014 | 2015 | 2016 |
| --------------- | ----- | ---- | ---- | ---- | ---- | ---- | ---- |
| UCI World Tour  |       |      |      |      |      | nc   | nc   |
| UCI Africa Tour |       |      | 100e |      |      |      |      |
| UCI Europe Tour | 1186e | 724e | 485e | 438e | 704e |      | 388e |